# شهرستان آگاستا (ویرجینیا)
شهرستان آگاستا، ویرجینیا (به انگلیسی: Augusta County, Virginia) یک سکونتگاه مسکونی در ایالات متحده آمریکا است که در ویرجینیا واقع شده‌است.

## خصوصیات
شهرستان آگاستا ۲٬۵۱۴٫۸۹ کیلومترمربع مساحت دارد.